# 龙驿大道站
龙驿大道站位于重庆市渝北区，是重庆轨道交通4号线车站，车站编号4/18。

## 结构
龙驿大道站为地下岛式车站。